# Wattwil
Wattwil is de grootste gemeente in het Toggenburg in het kanton Sankt Gallen in het noordoosten van Zwitserland.
Toeristische trekpleisters zijn de Yburg en het klooster.

## Geschiedenis
Op 1 januari 2013 werd de toenmalige gemeente Krinau opgenomen in de gemeente Wattwil.

## Geboren
- Heinrich Lüber (1961), performance kunstenaar
- Andrea Gmür-Schönenberger (1964), politica
- Maria Riccarda Wesseling (1969), operazangeres
- Barbara Blatter (1970), mountainbikester
- Simone Kuhn (1980), beachvolleyballer
- Leonidas Stergiou (2002), voetballer

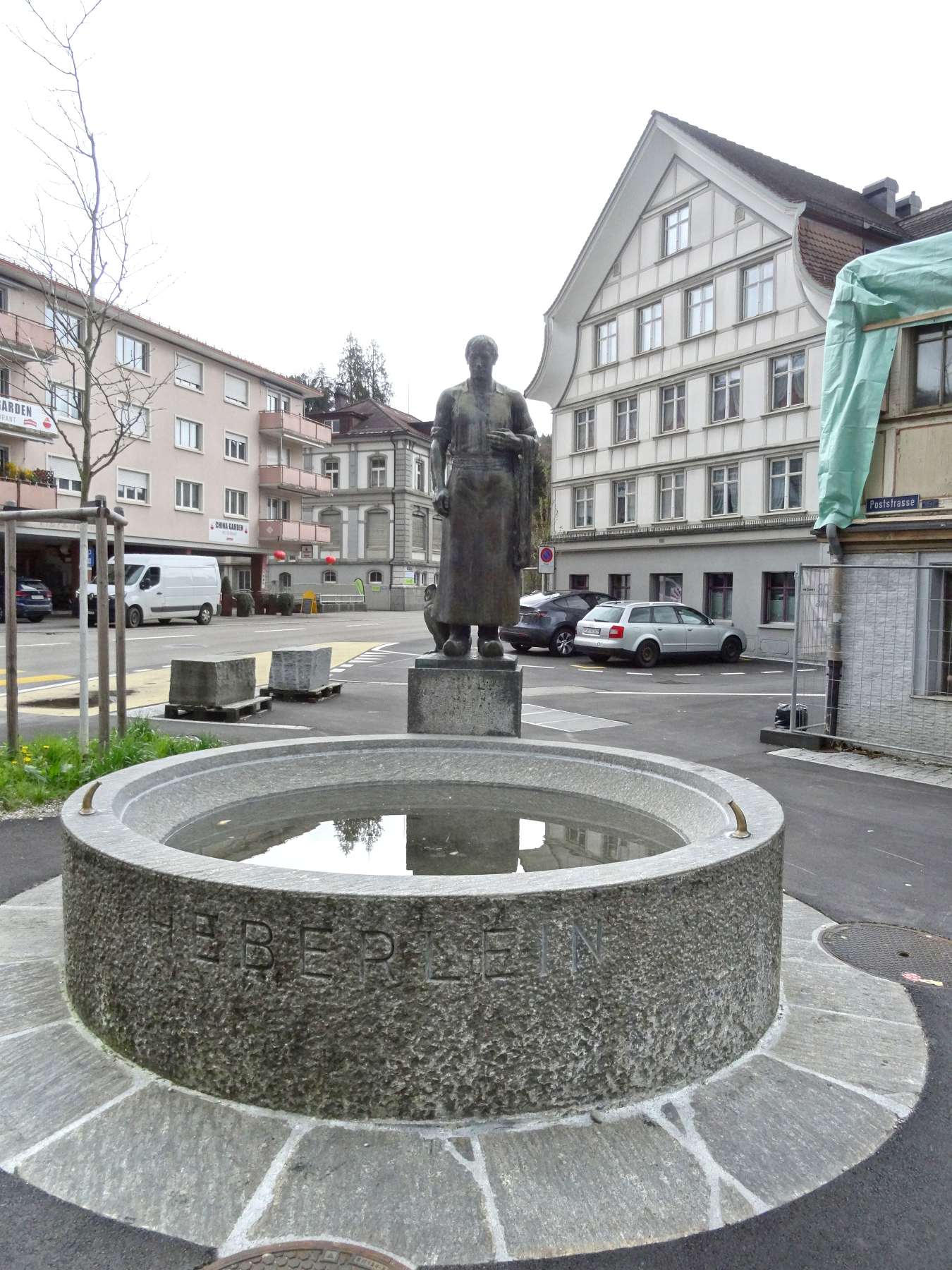
Heberleinbrunnen in Wattwil